# 아산 세심사 다층석탑
아산 세심사 다층석탑(牙山 洗心寺 多層石塔)은 대한민국 충청남도 아산시 염치읍 산양리에 있는 신라의 다층탑이다. 1984년 5월 17일 충청남도의 문화재자료 제231호로 지정되었다.

## 개요
고려시대에 창건된 세심사는 원래 ‘신심사’였다가 최근에 세심사라 그 이름이 바뀌었다. 절안에 자리하고 있는 이 탑은 3층 기단(基壇) 위로 9층의 탑신(塔身)을 올린 형태로, 기단은 화강암으로 만들었고 탑신부는 벼루를 만드는 돌인 점판암으로 제작하였다.
3층을 이루는 기단은 모서리마다 기둥 모양의 조각을 두었으며 곳곳에 연꽃무늬를 새겨놓았다. 탑신부는 1층 몸돌만 4단의 널돌로 만들었고, 나머지 여덟 층의 몸돌은 모두 1매의 널돌로 만들었으며, 각 몸돌마다 모서리에 기둥 모양을 새겼다. 지붕돌은 밑면의 받침이 2단씩이고, 윗면의 경사가 완만하게 처리되어 있으며, 네 귀퉁이는 들려 있지 않고 깎여 있다. 꼭대기에 놓인 점판암의 머리장식들은 후대에 새로 조각하여 얹어놓은 것이다.
전체적으로 돌을 다듬은 수법과 재질의 특수성·조각양식 등으로 보아 고려시대의 탑으로 짐작된다. 원래는 탑신의 몸돌이 없어져 기단 위에 지붕돌만이 남아 있었는데, 1956년 일타·도견 두 스님이 현재의 모습으로 만들었다고 한다.

## 참고 문헌
- 세심사다층탑 - 국가유산청 국가유산포털